# Бјењо (Варезе)
Бјењо је насеље у Италији у округу Варезе, региону Ломбардија.
Према процени из 2011. у насељу је живело 90 становника. Насеље се налази на надморској висини од 894 м.